# Wolfsburg (Burg)
Die Wolfsburg ist die Ruine einer mittelalterlichen Höhenburg am westlichen Ortseingang von Neustadt an der Weinstraße in Rheinland-Pfalz.

## Geographie

### Lage
Die Burgruine liegt auf einer Höhe von 273 m ü. NHN oberhalb des Stadtviertels Schöntal auf einem Felsvorsprung des Wolfsbergs etwa 130 m über dem linken (nördlichen) Ufer des Speyerbachs. Der Wolfsberg ist der südliche Ausläufer des Weinbiets, das zum Gebirgszug der Haardt gehört. Von der Burg aus kann man heute noch den ursprünglichen Talweg in Richtung Lambrecht erkennen, an dem auch Spuren römischer Siedlungen entdeckt wurden.

### Umgebung und Erreichbarkeit
Etwa 100 m vor der Anlage liegt der Wolfsburgbrunnen (254 m), etwas weiter oben am Hang auf 327 m Höhe der Hohfels. Den Steilhang westlich unterhalb der Burg durchquert von Süd nach Nord der 320 m lange Wolfsberg-Tunnel der Bahnstrecke Mannheim–Saarbrücken.
Als Zufahrt zur Burg dienen der Schlossweg oder die Wolfsburgstraße. Der Schlossweg führt in einem weiten Bogen etwa 2 km bergaufwärts. Am westlichen Anfang der Wolfsburgstraße beginnt ein 1 km langer Fußweg, von dessen Serpentinen aus ein weiter Blick nach Südosten zum Talausgang gegeben ist.

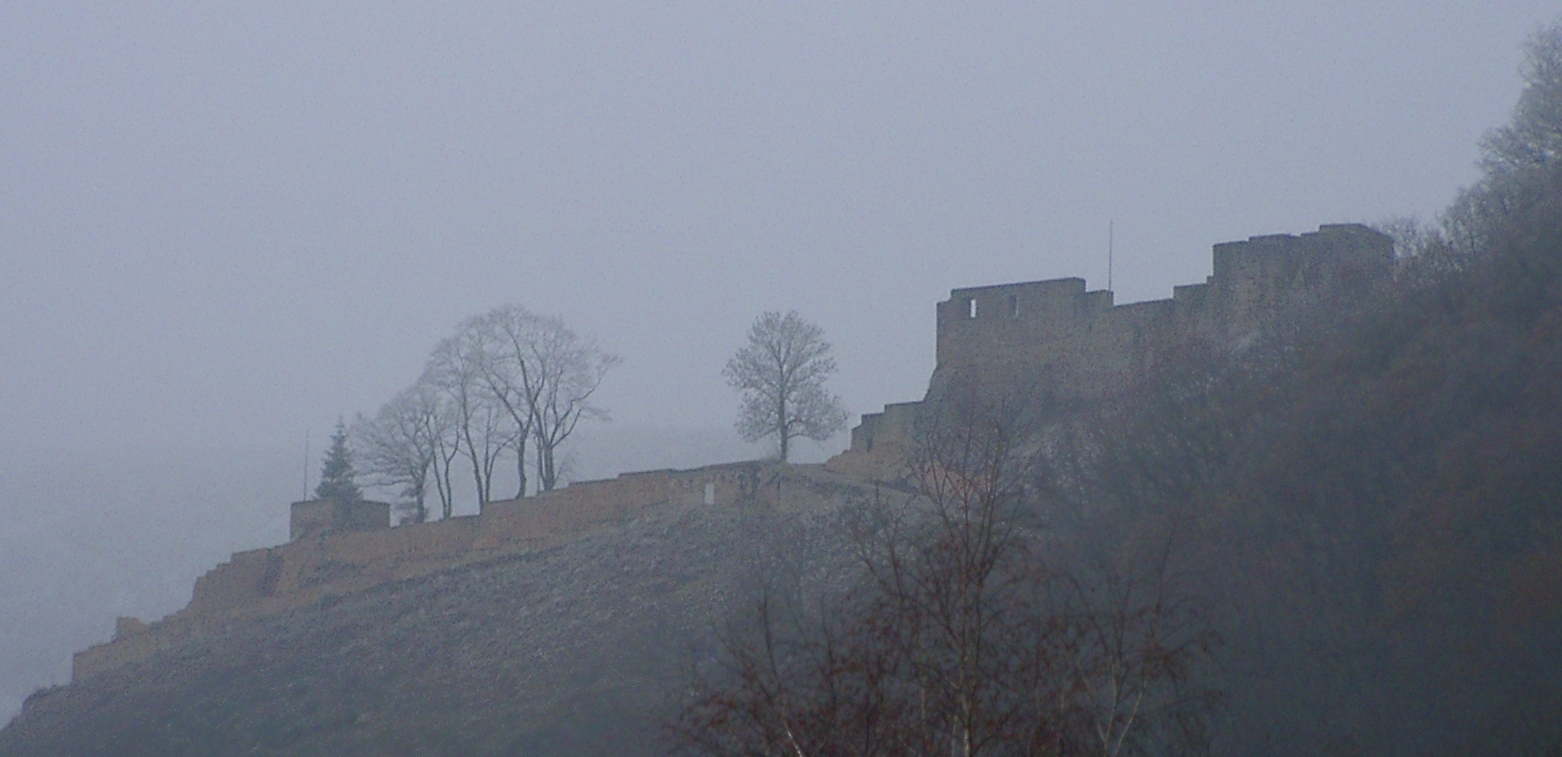
Spornlage: Wolfsburg im Winternebel
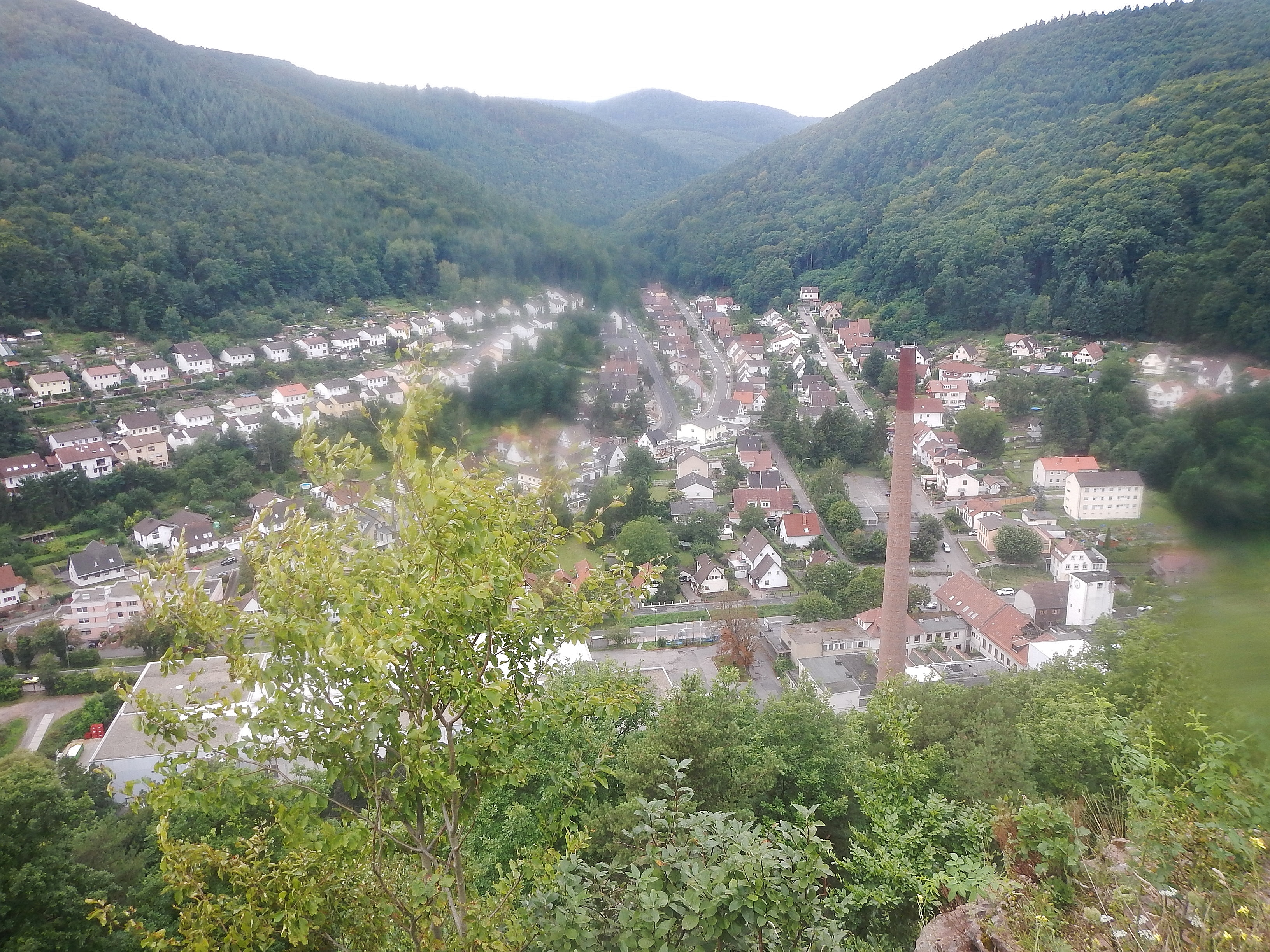
Blick nach Südwesten ins Heidenbrunnertal
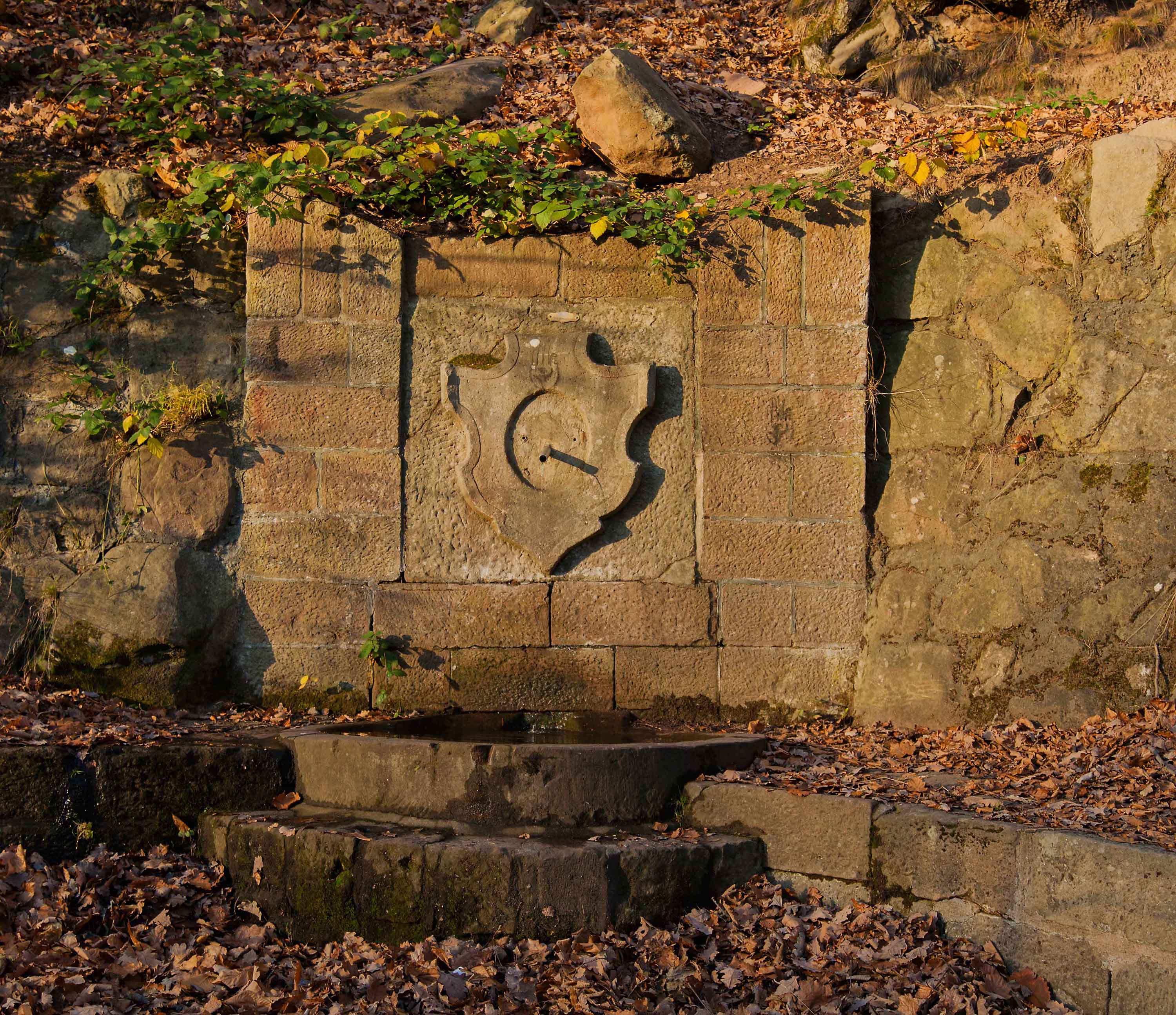
Wolfsburgbrunnen
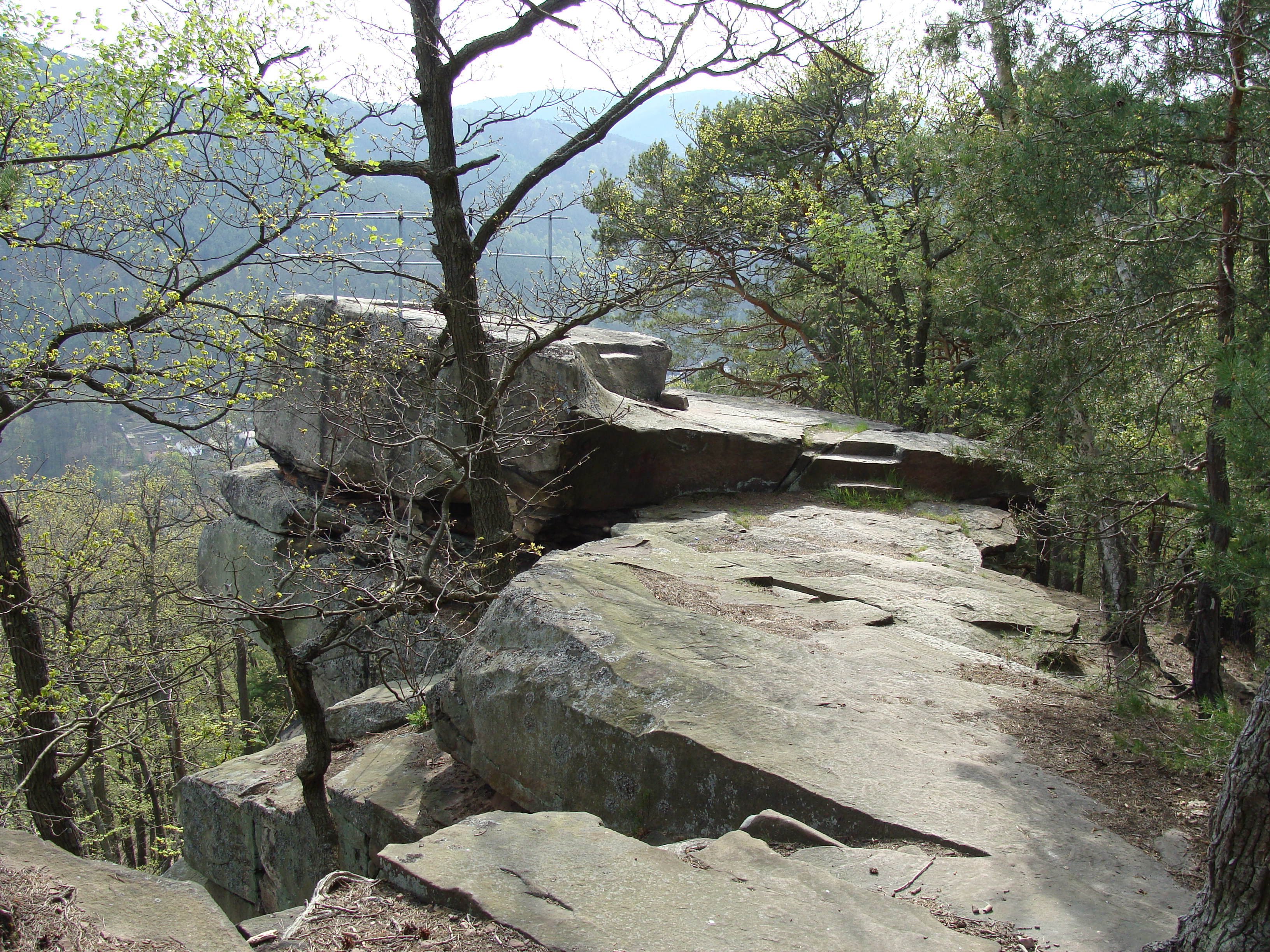
Hohfels oberhalb der Burg

## Geschichte
Zum Schutz der Verbindung von Neustadt nach Kaiserslautern mit seiner Kaiserpfalz wurde die Wolfsburg vermutlich spätestens zu Beginn des 13. Jahrhunderts von Pfalzgraf Ludwig dem Kelheimer erbaut. Lehensurkundlich erstmals erwähnt wurde sie 1255 als Castrum Volfperg gemeinsam mit der Stadt Nova Civitas (Neustadt). Die Burg diente Albrecht von Lichtenstein als Wohnsitz, den er von Kurfürst Ludwig dem Strengen zum Lehen erhalten hatte und unter Androhung des Lehenentzugs ohne kurfürstliche Erlaubnis nicht mehr verlassen durfte.
Nach einer vorübergehenden Verpfändung zu Anfang des 14. Jahrhunderts durch Kaiser Ludwig den Bayern wurden die Kurpfalz und die Oberpfalz durch den Hausvertrag von Pavia von den übrigen bayerischen Besitztümern der Wittelsbacher getrennt und den Nachkommen des Pfalzgrafen Rudolf I., nämlich Rudolf II. und Ruprecht I., zugesprochen.
Bis zum Jahr 1423 diente die Burg dann den Statthaltern der pfälzischen Kurfürsten als Wohnsitz und bildete gemeinsam mit den jeweils etwa 15 km entfernten Burgen Frankenstein und Hardenburg einen wichtigen Bestandteil zur Verteidigung der alten pfalzgräflichen Gebiete. Da die späteren kurfürstlichen Beamten ebenso wie ihre niederadeligen Vorgänger anfangs noch der Residenzpflicht auf der Wolfsburg unterlagen, erhielten sie als Gegenleistung für das Bewahren und Behüten der Festung neben Geldzahlungen auch Wein, Korn, das Jagdrecht im kurfürstlichen Wald und die Erlaubnis, bei Bedarf Bauholz zum Unterhalt der Burg in den umliegenden Waldungen zu schlagen.
Während des Bauernkriegs 1525 wurde die Burg innerhalb kurzer Zeit zweimal erobert und geplündert. Nach der Niederschlagung des Aufstands wurde sie wieder aufgebaut. In den ersten Jahren des Dreißigjährigen Kriegs diente die Festung der Bevölkerung aus den umliegenden Orten als Zuflucht, bis sie im Jahre 1635 von kaiserlichen Truppen niedergebrannt und geschleift wurde. Seither ist sie Ruine.
Erst 1848 spielte die Wolfsburg wieder eine geschichtliche Rolle, als im Zuge der sogenannten Märzrevolution von der Demokratie überzeugte Neustadter Bürger auf der Wolfsburg ein Nationalfest feierten und die schwarz-rot-goldene Fahne hissten.

## Anlage

Grundriss der Wolfsburg (mit Legende)

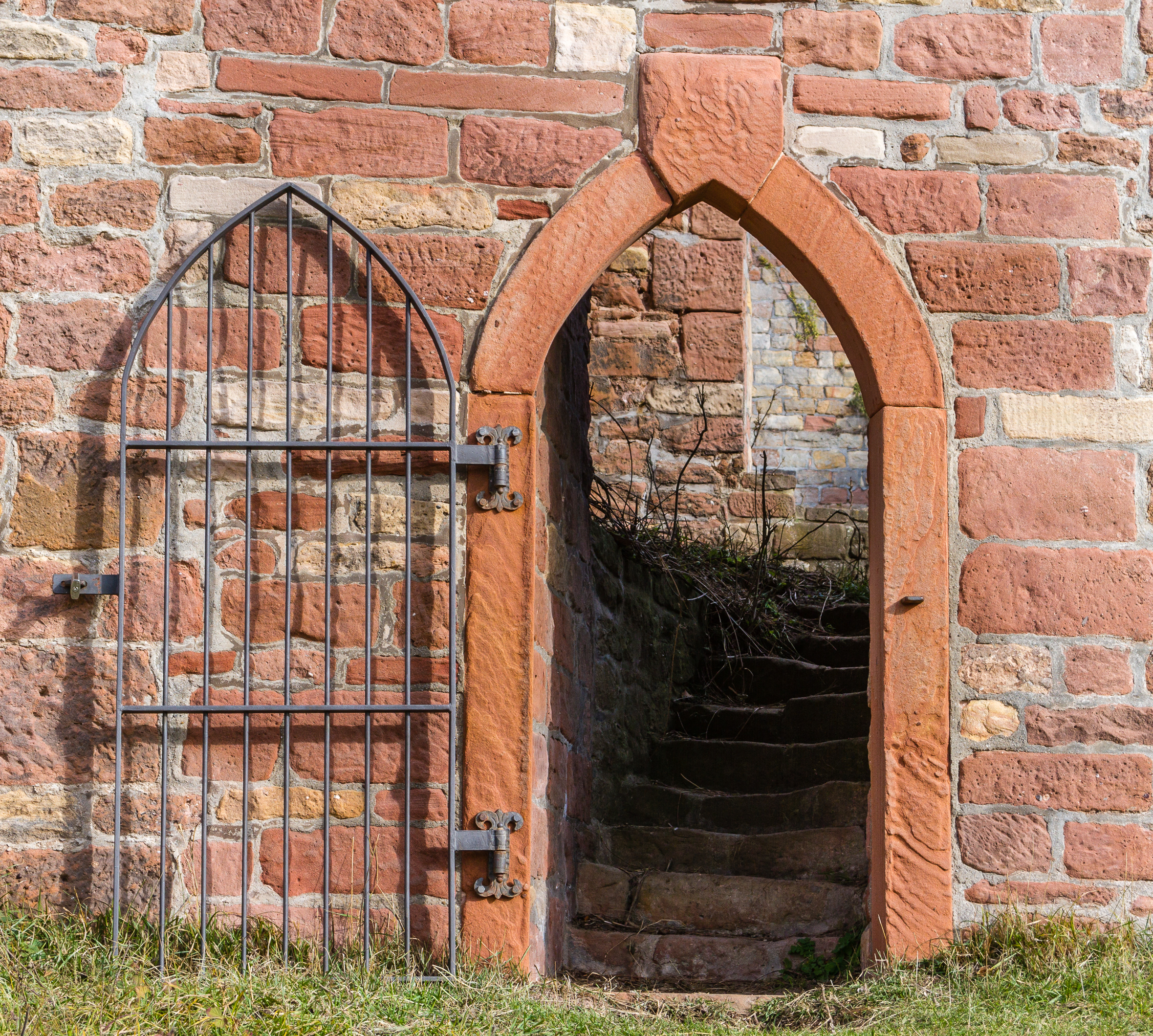
Pforte

Wegen der gestreckten Form des Bergsporns, auf dem die Wolfsburg errichtet wurde, ist die Ruine bei einer Länge von rund 140 m nur etwa 30 m breit. Die Längsachse der Anlage zeigt von Nordost nach Südwest.
Der Burghang fällt nach drei Himmelsrichtungen mehr oder minder steil ab. Die nördliche Seite, die dem Berg zugewandt ist, wurde durch einen in den Fels geschlagenen tiefen Halsgraben vom ansteigenden Berghang getrennt und mit einer dahinter errichteten Schildmauer geschützt.
Die Felsplattform hinter dieser Mauer war einst wie die Schildmauerecken mit Buckelquadern ummantelt und trug einen viereckigen Bergfried, der heute völlig zerstört ist. Der Schildmauer vorgelagert war eine Zwingermauer, welche die gesamte Hauptburg und die etwas tiefer liegende Vorburg eng umschloss. Den Zugang zum Zwinger gewährte ein nordöstlich gelegener Torbau, der ebenso wie das eigentliche Burgtor heute nicht mehr vorhanden ist.
Die Kernanlage und die tiefer liegende Vorburg sind von einer gemeinsamen, weiter innen liegenden Ringmauer umgeben. Im Bereich der Kernanlage dominiert neben der Schildmauer die Ruine des quer zur Längsrichtung erbauten ehemaligen Palas mit den darunter liegenden Aufenthaltsräumen für Gäste niederen Standes und Wachpersonal.

## Heutiger Zustand

Frontansicht

Innenhof

Das Burggelände ist heute Teil des Naturschutzgebiets (7316-017) Am Wolfsberg, das neben der Ruine auch den Südwesthang des Wolfsbergs umfasst. Die Rechtsverordnung hierzu betont in § 3 ausdrücklich auch den Schutz des erhaltenswerten Baudenkmals.
Die archäologischen Ausgrabungen und Instandhaltungsarbeiten, die während der zweiten Hälfte des 20. Jahrhunderts im Innenhof und rund um die Burg durchgeführt wurden, förderten eine Menge kleinerer Fundstücke wie Münzen, Werkzeuge und Waffenspitzen zutage, aber auch Kellergewölbe, Fundamentreste, Torpfeiler mit Verankerungsbohrungen für Torangeln und Schlösser. Diese Funde geben Hinweise auf das ehemalige Aussehen der Ruine und die Lage einzelner Burgbereiche. Weil historische Abbildungen der Wolfsburg fehlen, ist eine genaue Rekonstruktion allerdings nicht möglich. Aufbaustudien beruhen daher immer auf gefundenen Gemeinsamkeiten mit anderen Burgruinen und auf der Erfahrung des Zeichners.
Seit den 1970er Jahren führt der Bürgerverein Schöntal, heute Wolfsburgverein Neustadt, mit Hilfe der Stadt Neustadt und der Landesdenkmalämter in Mainz und Speyer Sicherungs- und Restaurierungsarbeiten durch. Beispielsweise wurden Grabungen im Innenhof vorgenommen und dabei die alte Schildmauer gesichert und in weiten Bereichen möglichst originalgetreu wieder aufgebaut. Auch der Hang unter der Burg wurde in seinen historischen Zustand zurückversetzt und von übermäßigem Pflanzenbewuchs befreit, so dass die Wolfsburg nun wieder am Taleingang hinter Neustadt weithin sichtbar ist. Am Rand der Anlage steht eine aus Holz errichtete Burgschänke; sie ist geöffnet, wenn daneben die Fahne weht, die vom Tal aus zu sehen ist.